# Densidade espectral
Densidade espectral, ou power spectral density (PSD), ou energy spectral density (ESD); é uma função real positiva de uma frequência variável associada com um processo estocástico, ou uma função determinística do tempo, que possua dimensão de energia ou força por Hertz. Geralmente é chamada apenas por espectro do sinal. Intuitivamente, a densidade espectral auxilia na captura da frequência do processo estocástico e identifica periodicidades.
Na física, o sinal geralmente surge como uma função de onda - como por exemplo ocorre na radiação eletromagnética - ou em ondas sonoras. A densidade de espectro da onda, quando multiplicado pelo fator apropriado dá a força carregada pela onda, por unidade de frequência, tratada como a densidade espectral de força (power spectral density) do sinal. Ela é geralmente expressada na unidade Watts por Hertz ({\displaystyle W/Hz\ }).

## Definição

### Densidade espectral de energia
A densidade espectral de energia descreve como a energia de um sinal ou uma série temporal será distribuída com frequência. Se {\displaystyle f(t)\ } é uma função integrável de energia finita, a densidade espectral {\displaystyle \Phi (\omega )} do sinal será o quadrado da magnitude da transformada de Fourier do sinal.
{\displaystyle \Phi (\omega )=\left|{\frac {1}{\sqrt {2\pi }}}\int _{-\infty }^{\infty }f(t)e^{-i\omega t}\,dt\right|^{2}={\frac {F(\omega )F^{*}(\omega )}{2\pi }}}
onde {\displaystyle \omega } é a frequência angular e {\displaystyle F(\omega )} é a transformada de Fourier de {\displaystyle f(t)}, e {\displaystyle F^{*}(\omega )} é seu conjugado complexo.
Se os sinais forem discretos com valores {\displaystyle f_{n}}, sobre um infinito número de elementos, ainda têm-se uma densidade espectral de energia:
{\displaystyle \Phi (\omega )=\left|{\frac {1}{\sqrt {2\pi }}}\sum _{n=-\infty }^{\infty }f_{n}e^{-i\omega n}\right|^{2}={\frac {F(\omega )F^{*}(\omega )}{2\pi }}}
onde {\displaystyle F(\omega )} é a transformada de Fourier de tempo discreto de {\displaystyle f_{n}}.

### Densidade espectral de potência
A definição acima de densidade espectral de energia requer que a transformada de Fourier exista, ou seja, que a integral quadrada seja calculável, isto nem sempre é possível. Uma alternativa mais comum é a densidade espectral de força, que descreve como a força de um sinal ou tempo serial é distribuído com frequência. Conceitua-se força como a força física ou, mais comumente, como a força dissipada à carga, se o sinal for uma tensão elétrica aplicada no sistema. Esta força instantânea é dada por
{\displaystyle P(t)=s(t)^{2}\ }
para um sinal {\displaystyle s(t)}.
Já que um sinal com força média não nula não terá integral quadrada calculável, a transformada de Fourier não se aplicará a este caso. Sendo necessário recorrer ao Teorema de Wiener–Khinchin, o qual provê uma alternativa. Neste teorema o sinal pode ser tratado como um processo estacionário. Que pode ser escrito como
{\displaystyle S(f)=\int _{-\infty }^{\infty }\,R(\tau )\,e^{-2\,\pi \,i\,f\,\tau }\,d\tau ={\mathcal {F}}(R(\tau )).}
A média do conjunto para o intervalo quando o tempo tender para o infinito pode ser provado (Brown & Hwang) pelo método da densidade espectral de força:
{\displaystyle E\left[{\frac {|{\mathcal {F}}(f_{T}(t))|^{2}}{T}}\right]\to S(f)}
A força do sinal na frequência dada pode ser calculada pela integral sobre as frequências positivas e negativas,
{\displaystyle P=\int _{F_{1}}^{F_{2}}\,S(f)\,df+\int _{-F_{2}}^{-F_{1}}\,S(f)\,df.}
A densidade espectral de força de um dado sinal existe se e somente se o sinal pertencer a um processo estacionário. Se o sinal não for estacionário, então a função correlacional precisará ser uma função de duas variáveis e a densidade espectral de força não existirá.
A densidade espectral de força {\displaystyle G(f)} é definida como
{\displaystyle G(f)=\int _{-\infty }^{f}S(f^{\prime })\,df^{\prime }.}

## Aplicações
O conceito de densidade espectral de um sinal é fundamental para a engenharia eletrônica, especialmente em telecomunicação. Muito esforço tem sido feito para se desenvolver o que ficou conhecido por analisador de espectro para auxiliar engenheiros dos mais diversos campos na medição e observação da densidade espectral de força de um sinal elétrico.